# 弗勒吕斯
弗勒吕斯（法語：Fleurus，法語發音：[flœʁys] ⓘ）是比利时瓦隆大区埃諾省沙勒罗瓦区的一座城市，位于沙勒罗瓦东北，北接瓦隆布拉班特省，东临那慕爾省，通行法语，是比利时法语社群的一部分，面积59.28平方千米，人口22,738人（2018年1月1日）。

## 友好城市
- 法國 库埃龙